# فرودگاه آبی دیر لیک/کیماوون
فرودگاه آبی دیر لیک/کیماوون (به انگلیسی: Deer Lake/Keyamawun Water Aerodrome) یک فرودگاه همگانی است که یک باند فرود آب دارد. این فرودگاه در کشور کانادا قرار دارد و در ارتفاع ۳۱۰ متری از سطح دریا واقع شده‌است.